# HEART/NATURAL/On Your Mark
『HEART/NATURAL/On Your Mark』（ハート/ナチュラル/オン・ユア・マーク）は、CHAGE&ASKA（現：CHAGE and ASKA）の35作目のシングル。「HEART」「NATURAL」「On Your Mark」によるトリプルA面シングル。ポニーキャニオンから1994年8月3日に発売された。

## 背景・リリース
前作の「You are free」「なぜに君は帰らない」から約9か月を経ての発売となるシングル。オリジナルシングルとしては、「Sons and Daughters 〜それより僕が伝えたいのは」以来で約1年ぶりとなった:401-402。本作はデビュー15周年を記念したトリプルA面シングルであり、CDジャケットにも15周年を記念したマークが記載されている。
公式サイトではトリプルA面シングルとして取り扱われているが、オリコンでの表記は「HEART/NATURAL」の両A面シングル扱いであり、ASKAも「On Your Mark」のライナーノーツにて「『HEART』のカップリング曲」として位置付けている。カセット盤には、CD盤に未収録である「HEART」のオリジナル・カラオケが収録されている。

## プロモーション
本作が発売された直後となる1994年8月5日発送のテレビ朝日系列の音楽番組『ミュージックステーション』で「HEART」を披露し、2週間後の8月17日では「On Your Mark」を披露している。さらに9月2日には同番組で「CHAGE&ASKA 15周年記念スペシャル」が放送され、本作に収録された3曲全てが披露された。

## チャート成績
オリコンの集計では累計売上枚数が114.3万枚を記録しており、「YAH YAH YAH/夢の番人」以来4作目のミリオンセラーになった。しかし、日本レコード協会では当時の基準で累計正味出荷枚数80万枚以上100万枚未満にあたるダブル・プラチナに認定されている。

## 収録曲
| #         | タイトル         | 作詞      | 作曲            | 編曲      | 時間  |
| --------- | ---------------- | --------- | --------------- | --------- | ----- |
| 1.        | 「HEART」        | 飛鳥涼    | 飛鳥涼          | 十川知司  | 6:11  |
| 2.        | 「NATURAL」      | 飛鳥涼    | CHAGE、村上啓介 | 村上啓介  | 6:39  |
| 3.        | 「On Your Mark」 | 飛鳥涼    | 飛鳥涼          | 澤近泰輔  | 6:37  |
| 合計時間: | 合計時間:        | 合計時間: | 合計時間:       | 合計時間: | 19:27 |

## 楽曲解説
1. HEART
映画『ヒーローインタビュー』主題歌。
メロディーはAORテイストのサウンドにヒップホップの要素を取り入れ、アップテンポで爽快なナンバーに仕上がっている[10][1]。
2. NATURAL
映画『ヒーローインタビュー』オープニング・テーマ。
CHAGEとASKAの共作であるがメイン・ボーカルはASKAが担当している。
3. On Your Mark
「アメリカン・フェスティバル '94」テーマソング。また、NEC CMソング[注 3]。

## 収録アルバム
国内盤
- Code Name.1 Brother Sun (#1,#2)※#2はアルバム・ミックス
- CODE NAME.2 SISTER MOON (#3)
- CHAGE&ASKA VERY BEST ROLL OVER 20TH (#1,#3)

海外盤
- GREATEST HITS (#1,#2,#3)
- THE BEST (#1,#3)
- Asian Communications Best (#1,#3)

## カバー
On Your Mark
- チョ・ジャンヒョク(조작혁)　(2002年、SBS (韓国) 「星を射る」オリジナルサウンドトラック)